# Trichogramma artonae
Trichogramma artonae är en stekelart som beskrevs av Chen och Pang Xiong-fei 1986. Trichogramma artonae ingår i släktet Trichogramma och familjen hårstrimsteklar. Inga underarter finns listade i Catalogue of Life.